# Stadio Carlo Castellani
Lo stadio Carlo Castellani - Computer Gross Arena è un impianto sportivo di Empoli. Edificato nella zona sportiva della cittadina toscana, in viale delle Olimpiadi, ospita le gare interne dell'Empoli F.C..

## Storia
Inaugurato il 12 settembre 1965, lo stadio è dedicato a Carlo Castellani, giocatore nato nella vicina Montelupo Fiorentino e morto prematuramente nel 1944 nel campo di concentramento di Gusen, dopo essere stato deportato nel campo di concentramento di Mauthausen. Lo stesso Castellani ha detenuto per più di sessanta anni il record di maggior numero di reti segnate con la maglia dell'Empoli, venendo superato solo nel 2011 da Francesco Tavano.
È formato da due tribune fisse e da due curve in prefabbricato, con una capienza di 16.800 spettatori.
Lo stadio è dotato di pista di atletica leggera e di pedana per il salto in lungo. Nei locali interni alla tribuna Maratona si trovano una palestra e locali adibiti a sede dell'AIA di Empoli e di altre associazioni riguardanti il mondo del calcio e dello sport in generale.
Nell'estate del 2007 fu progettato di coprire la tribuna Maratona (sul lato opposto alla tribuna stampa) con una struttura in leghe leggere e al contempo, per rispettare i requisiti per la Coppa UEFA, doveva essere ampliata la sala stampa. Il 4 ottobre del 2008 il settore inferiore della Maratona, dove trovano posto gli ultras, è stata intitolato a Emiliano Del Rosso, uno dei capi della tifoseria nonché tra i leader del gruppo "Desperados 1983", scomparso prematuramente.
Nell'agosto 2015 l'Empoli presenta il progetto di ristrutturazione dello stadio con 20.000 posti, che prevede una ricostruzione delle curve e della tribuna con una copertura completa e all'inglese ovvero privo di pista di atletica.
Nel 2023, in occasione di una conferenza per l’inaugurazione del progetto del nuovo stadio, il nome viene cambiato in “Carlo Castellani Computer Gross Arena” per le gare casalinghe dell’Empoli, rinforzando la partnership con l’azienda Computer Gross.
Il 15 luglio 2024, dopo la terza permanenza consecutiva nella massima serie, viene annunciato il progetto di restyling dello stadio. La ristrutturazione andrà ad aumentare la capienza di circa 2500 posti, eliminando la pista da atletica e coprirà un arco temporale di circa 36 mesi, per un costo di circa 45 milioni di euro.